# Pattesley
Pattesley – wieś w Anglii, w hrabstwie Norfolk. Leży 37 km na północny zachód od Norwich i 156 km na północny wschód od Londynu.